# Bernie
Bernie – amerykański komediodramat z 2011 roku w reżyserii Richarda Linklatera. Wyprodukowany przez Millennium Entertainment.
Premiera filmu miała miejsce 16 czerwca 2011 roku podczas Festiwalu Filmowego w Los Angeles. Dziesięć miesięcy później premiera filmu odbyła się 27 kwietnia 2012 roku w Stanach Zjednoczonych.

## Opis fabuły
Miasteczko Carthage w Stanach Zjednoczonych, lata 90. Bernie (Jack Black), ulubieniec lokalnej społeczności, zaprzyjaźnia się z bogatą 80-letnią Marjorie (Shirley MacLaine). Staruszka stosuje wobec mężczyzny przemoc psychiczną. W końcu Bernie ją zabija. Gdy rozpoczyna się proces, sąsiedzi stają w jego obronie.

## Obsada
- Jack Black jako Bernie Tiede
- Shirley MacLaine jako Marjorie "Marge" Nugent
- Matthew McConaughey jako Danny Buck Davidson
- Brady Coleman jako Scrappy Holmes
- Richard Robichaux jako Lloyd Hornbuckle
- Rick Dial jako Don Leggett
- Brandon Smith jako szeryf Huckabee
- Larry Jack Dotson jako Woodard
- Merrilee McCommas jako Molly
- Mathew Greer jako Carl
- Gabriel Luna jako Kevin